# Seznam památek v Ústí nad Labem

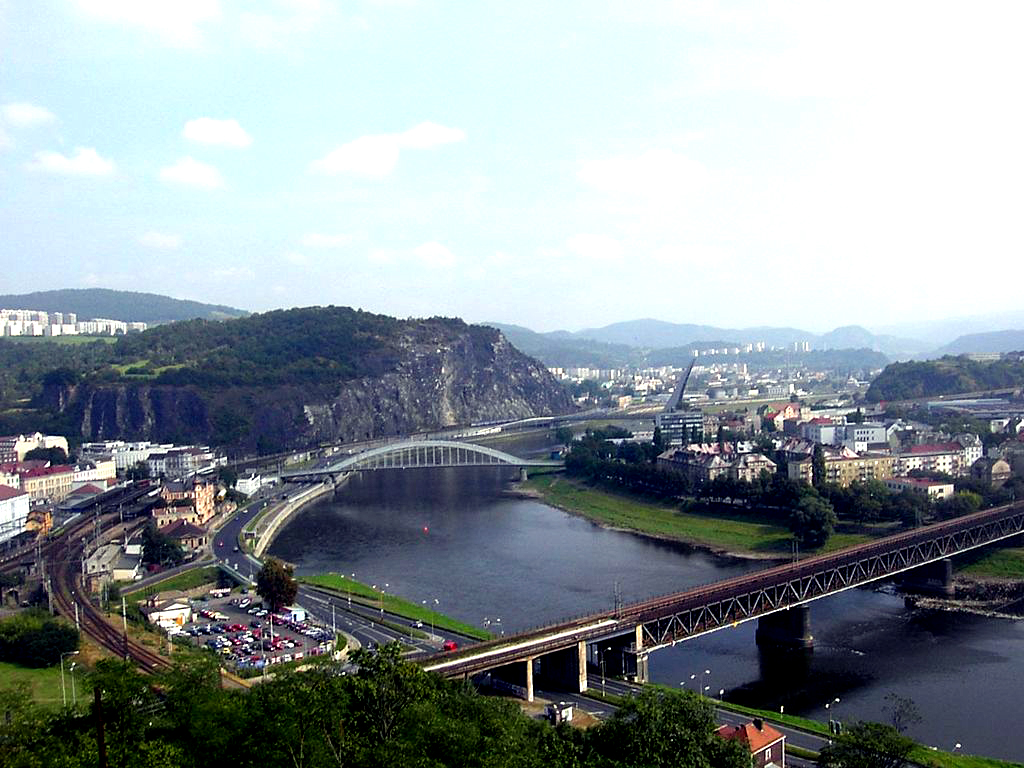
Pohled na ústecké mosty přes Labe

Město Ústí nad Labem byl těžce postiženo americkými nálety na konci II. světové války a érou rozsáhlých demolic a přestaveb během komunistického režimu. V důsledku toho nemá zachováno historické jádro. Mezi nejvýraznější ústecké památky patří neogotický kostel Nanebevzetí Panny Marie se šikmou věží, upravená hradní zřícenina hradu Střekova a výletní zámeček Větruše. Z moderních staveb je třeba zmínit Mariánský most přes řeku Labe. 

## Kostel Nanebevzetí Panny Marie

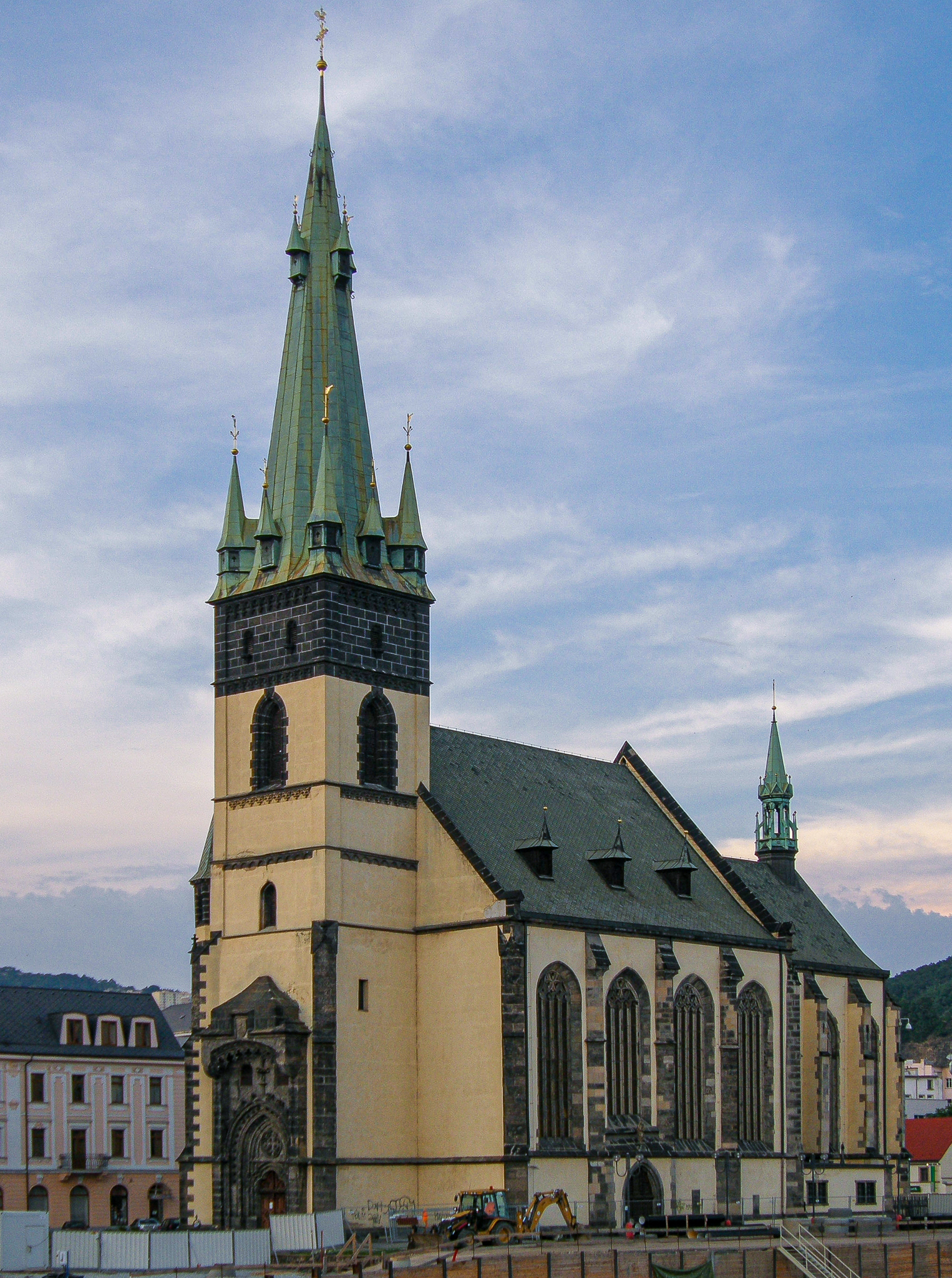
Kostel Nanebevzetí Panny Marie (se šikmou věží)

Kostel, ve městě známý jako kostel se šikmou věží, byl postaven kolem roku 1318. V letech 1882-1899 byl přestavěn v neogotickém slohu Josefem Mockerem. Bombardování města v dubnu 1945 vážně narušilo základy chrámové věže a od té doby je věž vychýlena od kolmé osy téměř o dva metry. Jeho dominantou je oltář se skleněnou nohou, který reprezentuje umění 20. století. V kostele se nachází zvon Zuzana, který je s dolním průměrem 165 cm největším zvonem okresu Ústí nad Labem.

## Kostel sv. Vojtěcha

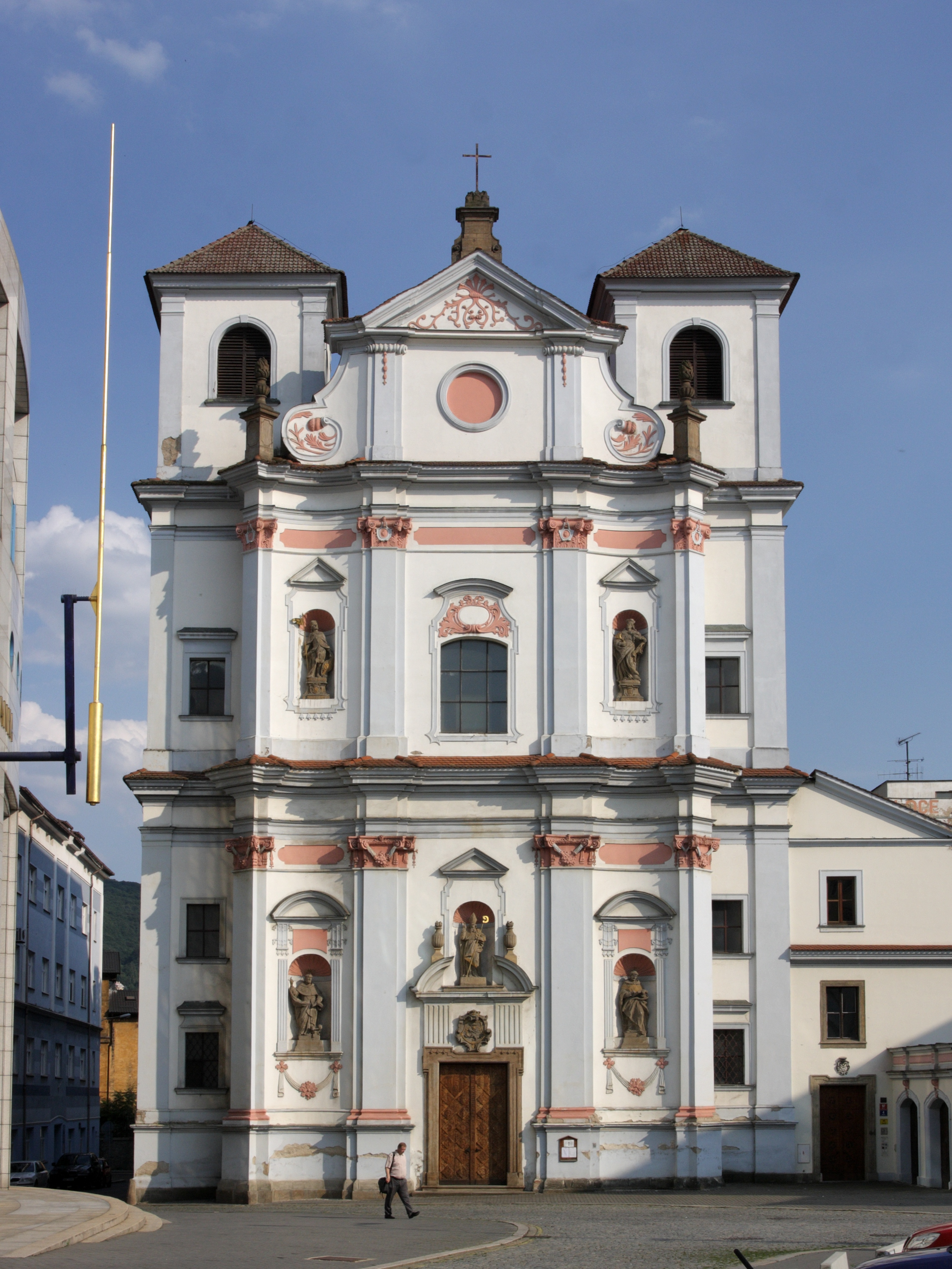
Kostel sv. Vojtěcha

Klášterní kostel stojí v centru města. Kostel je doložen už v 11. století, dlouho byl hlavním ústeckým kostelem. V roce 1538 vyhořel spolu s městem. V roce 1617 při kostele založen dominikánský klášter. V 18. století barokně přestavěn Octaviem Broggiem. V roce 1950 byl v rámci akce ”K” rozprodán depozitář kostela. Kostel je dnes užíván jako výstavní síň. 
Původní kostelní zvony jsou dnes nezvěstné. Doložen je zde zvon z roku 1551 od Jana Konváře, zvon z roku 1620 a malý nedatovaný zvon Marie, o němž není známo nic bližšího. V západní věži se dnes nachází zvon z roku 1554, pocházející z kostela sv. Mikuláše v Třebušíně, a zvon z roku 1648 od Stanislava Friče, původně pocházející z kostela sv. Václava v Blíževedlích.

## Kaple Navštívení Panny Marie
Zaniklá kaple stávala na Mariánské skále. Byla postavena v roce 1680 na oslavu konce morové epidemie. Za císaře Josefa II. měla být stržena, ale nákladem měšťana Josefa Plattlicha byla zachráněna a opravena. V roce 1976 byla už jako prázdná zbořena. V současnosti se připravuje projekt na vystavění nové kaple na původním místě.
Ve věžičce kaple se nacházel zvon z roku 1630 od Hanse Rosenlechera a zvon z roku 1714 od Jana Baltazara Crommela, který byl v roce 1787 přesunut do kostela v Habarticích, dnes je nezvěstný. Z pramenů není jasné, zda byly v kapli oba zvony současně nebo byl starší zvon nahrazen novějším.

## Kostel apoštola Pavla

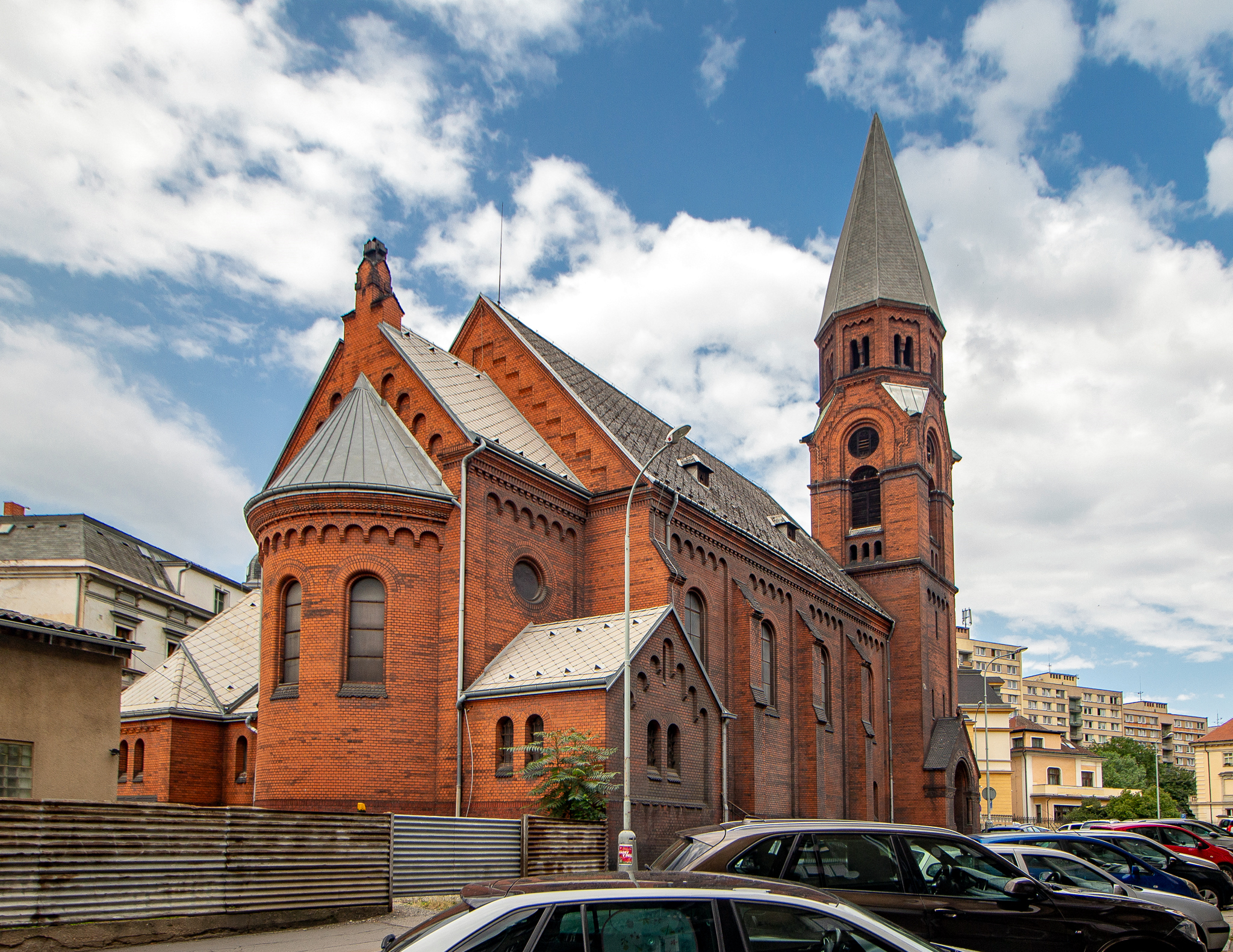
Kostel apoštola Pavla

Kostel československé církve husitské stojí v centru města. Byl postaven v letech 1904-6. Na severozápadní průčelní věži je zvon z počátku 20. století s německým nápisem.

## Hrad Střekov
Upravená hradní zřícenina tvoří výraznou dominantu na jihu města nad pravým břehem Labe na 100 m vysoké znělcové skále. Hrad byl založen k ochraně obchodní cesty v roce 1318 a převzal funkce staršího hradu, který vzápětí zanikl. Romantický vzhled hradní zříceniny přitahoval řadu významných osobností (např. malíř Adrian Ludwig Richter, Ernst Gustav Doerel, hudební skladatel Richard Wagner, básník Karel Hynek Mácha). V letech 1923–1936 byla pod hradem na Labi postavena Masarykova zdymadla s plavební komorou a elektrárnou. Do hradního paláce je umístěna expozice historie hradu a blízkého regionu. Z terasy od restaurace je překrásný výhled na město a do labského údolí. Po roce 1989 byl hrad navrácen do vlastnictví šlechtického rodu Lobkowiczů.

## Zámeček Větruše
Větruše je vyhlídkový zámeček, jenž se tyčí nad údolím řeky Labe v katastru města Ústí nad Labem. Tvoří jednu z významných dominant města a je oblíbeným výletním cílem. Zámeček byl rekonstruován náklady okolo 70 000 000 Kč a v prosinci roku 2005 opět otevřen pro veřejnost.

## Muzeum města Ústí nad Labem
Ústecké muzeum patří k nejstarším v severozápadních Čechách. Vzniklo v roce 1876 jako uměleckoprůmyslové muzeum. Mezinárodní proslulost později získalo díky sbírce nerostů a hornin Českého středohoří. Dnes spravuje sbírky umělecké, historické, archeologické a přírodovědné. Od roku 1972 sídlí v novorenesanční budově bývalé školy, postavené v roce 1876. Budova je zajímavá mj. tím, že byla prvním objektem v bývalém Československu, napojeným na dálkové topení (v roce 1922). Do konce roku 2005 byla v prostorách muzea instalována stálá expozice, dokumentující dějiny Ústecka od pravěku až do dvacátého století, včetně významné události – bitvy u Chlumce v roce 1813. Památkově chráněná budova dlouhodobě chátrala, když k poslední její velké opravě došlo na přelomu let 1945 – 1946. Od 1. ledna 2006 je muzeum z důvodu generální rekonstrukce uzavřeno a své aktivity realizuje v náhradních prostorách a také na internetu. Zahájení rekonstrukce bylo vzhledem k finanční náročnosti stále oddalováno. Až v roce 2008 získalo město na rekonstrukci budovy dotaci z Evropské unie ve výši 337 milionů korun, dalšími penězi přispěje město ze svého rozpočtu. Rekonstrukce muzea by měla začít v prvním čtvrtletí roku 2009, budova s novými expozicemi bude podle odhadů muzejníků pro veřejnost otevřena koncem roku 2011.

## Erbenova vyhlídka
Erbenova vyhlídka je 15 metrů vysoká kamenná rozhledna na vrcholu Erbenovy výšiny na severní hranici města. Své jméno nese po předsedovi klubu turistů Alexandru Erbenovi, na jehož popud byla v roce 1933 opravena. V roce 2006 prošla rozsáhlou rekonstrukcí.

## Mariánský most
Mariánský most je nejmladší ze tří mostů stojících přes řeku Labe v Ústí nad Labem. Spojuje městské části Ústí nad Labem-město a Ústí nad Labem-Střekov. Je určen automobilové dopravě, cyklistům a pěším. Byl otevřen roku 1998. Tvoří protiváhu Mariánské skále. Vedle tradičního symbolu města, hradu Střekova, se stal novodobou dominantou Ústí nad Labem. Autorem návrhu je architekt Roman Koucký. Most roku 1999 získal Cenu Evropské asociace ocelových konstrukcí – ECCS (European Convention for Constructional Steelwork) European Steel Design Awards.

## Další pamětihodnosti
- Zbořený kostel sv. Materny. Kostel stával na dnešním Lidickém náměstí. První zpráva o něm se objevuje v roce 1327, ač byl bezpochyby starší. V roce 1625 byl barokně přestavěn, roku 1895 stržen. Většina jeho vnitřního vybavení včetně zvonů byla přemístěna do Muzea města Ústí nad Labem. V kostele se nacházely tři malé nedatované zvony, zvon z roku 1709 od Jana Baltazara Crommela (všechny čtyři uloženy v muzeu) a zvon z roku 1613 od Pavla Müncha z Loun, dnes nezvěstný.[5]
- Ústecká spořitelna a obchodní akademie; byla navržena a postavena v letech 1903-1905 architektem Josefem Zaschem, fasáda nese znaky geometrické secese resp. rané moderny.[6]
- Městské divadlo: bylo postaveno v letech 1908–1909, podle projektu vídeňského architekta Alexandra Grafa v novobarokním stylu. Jeho kapacita činí 878 diváků. Současný repertoár divadla tvoří opera, opereta a balet.
- Zoologická zahrada Ústí nad Labem byla založena již v roce 1908 původně jako přírodní ptačí rezervace podnikatelem Heinrichem Lumpem.
- Palác České obchodní společnosti; byl postaven v letech 1924-1925 architektem Osvaldem Polívkou v duchu moderního barokního neoklasicismu s prvky secese.
- Menšinová škola občanská a obecná: byla postavena v letech 1926-1930 architektem Josefem Gočárem podle principů funkcionalistické architektury.
- Winnarova vila: jedna z posledních staveb 1930-1932 Albina Müllera, jednoho z vůdců umělecké kolonie v Darmstadtu[7]
- Sluneční hodiny na Lidickém náměstí: součást fontány z roku 1965. Jejich výtvarné řešení je dílem Stanislava Hanzíka, autorem astronomického řešení neobvyklého šikmého číselníku je Pavel Příhoda. V roce 2005 byly hodiny i s fontánou rekonstruovány.[8]

## Fotografie

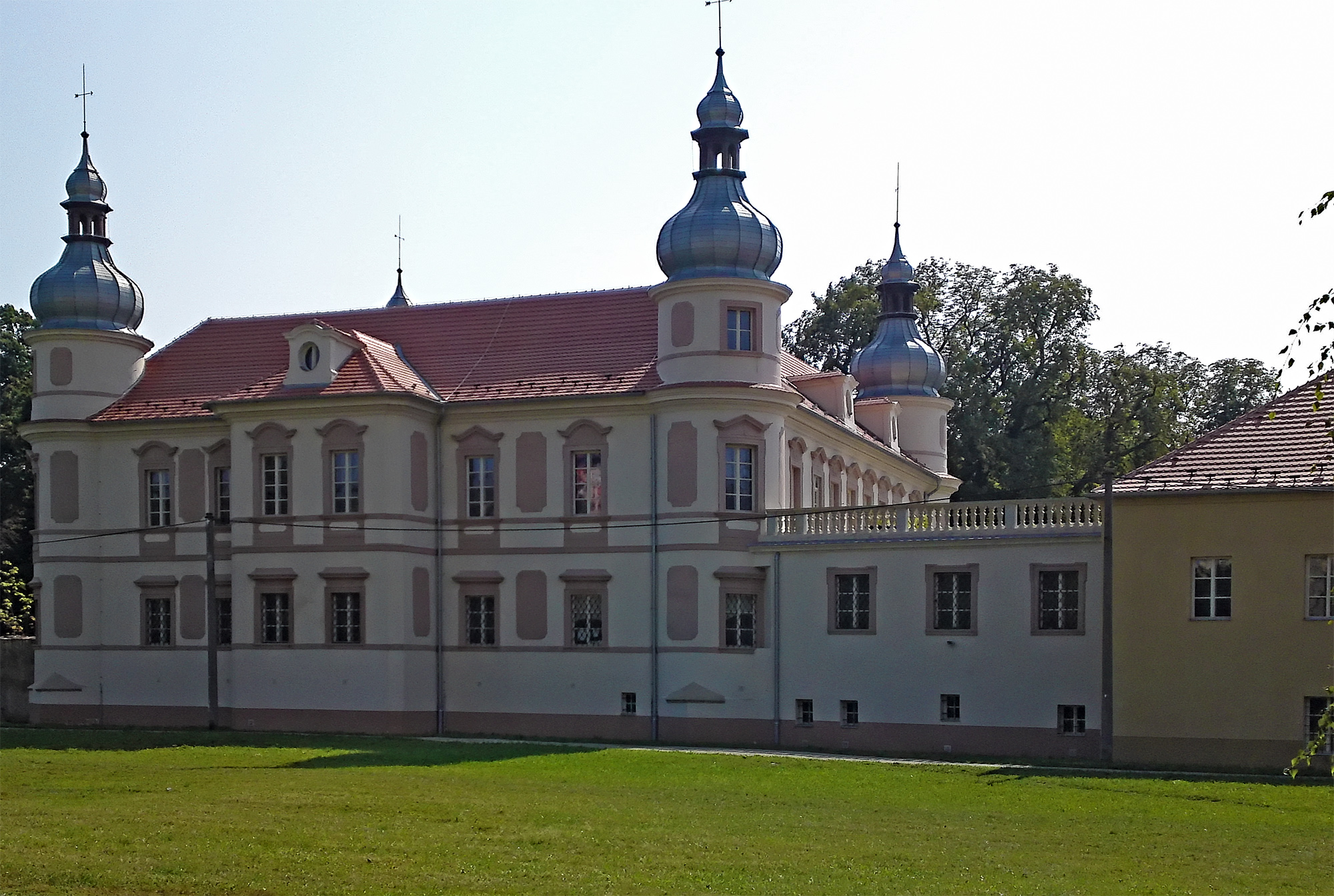
Zámek v Krásném Březně
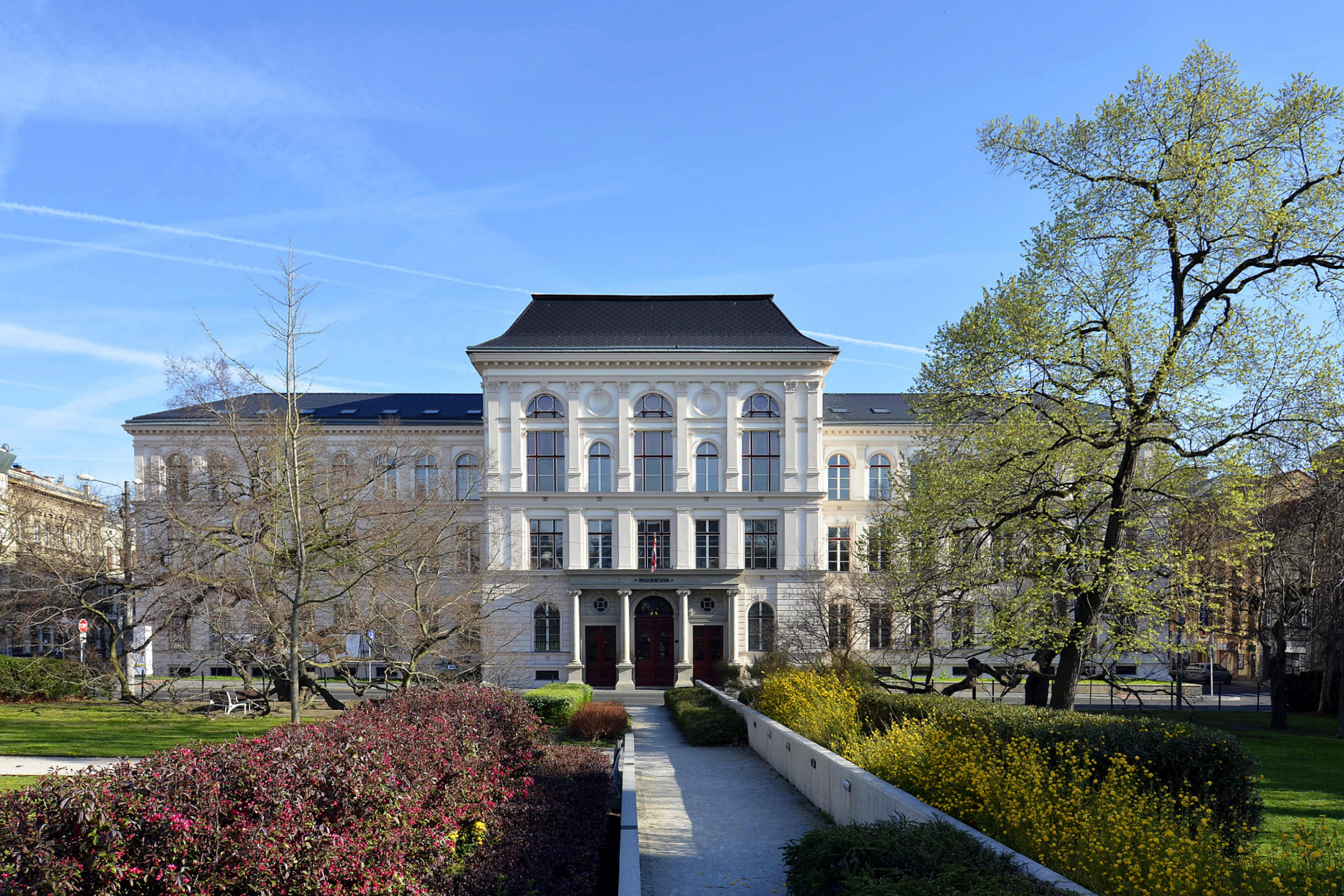
Městské muzeum, původně škola s reprezentačním sálem města
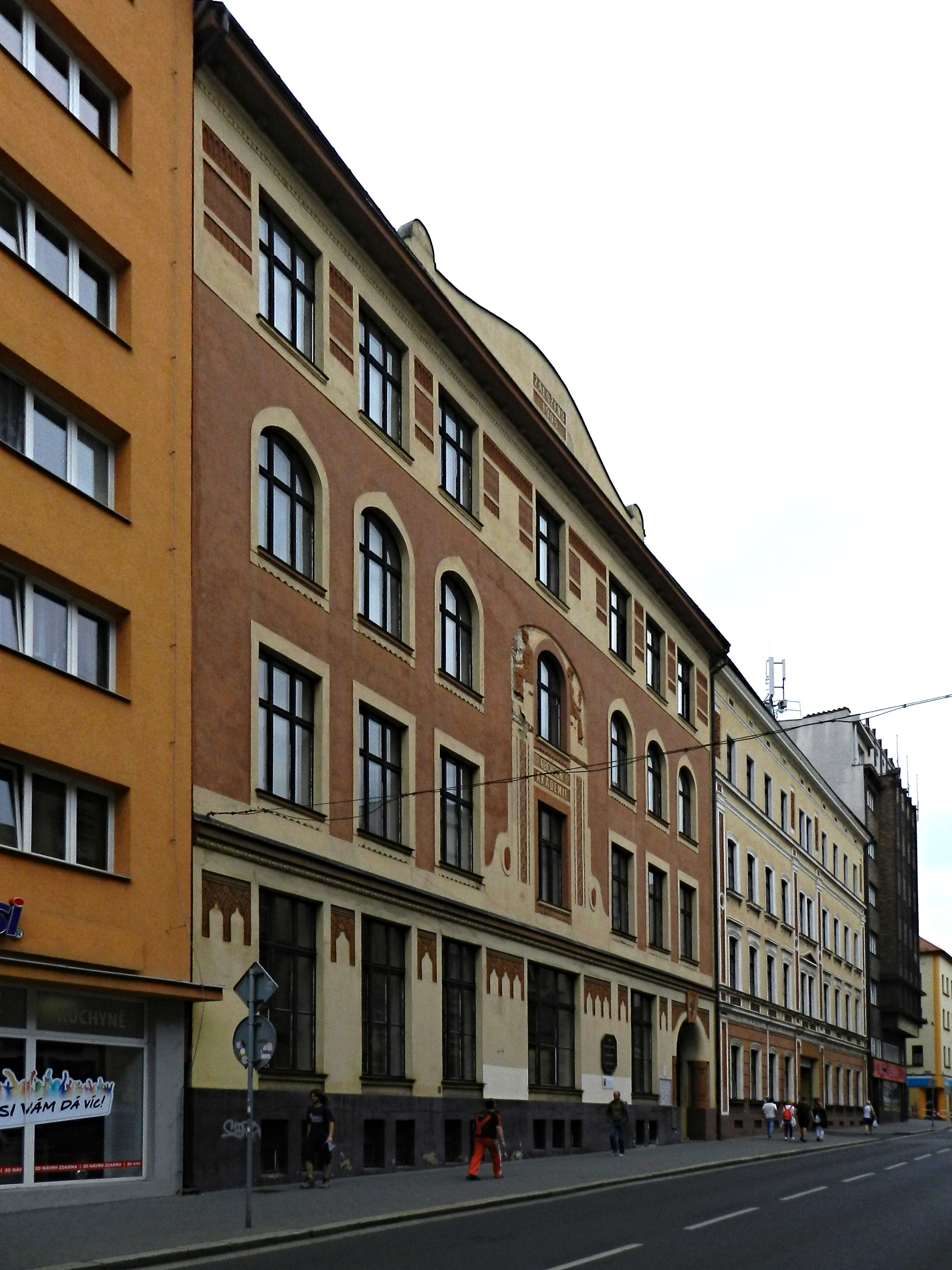
Spořitelna a obchodní akademie
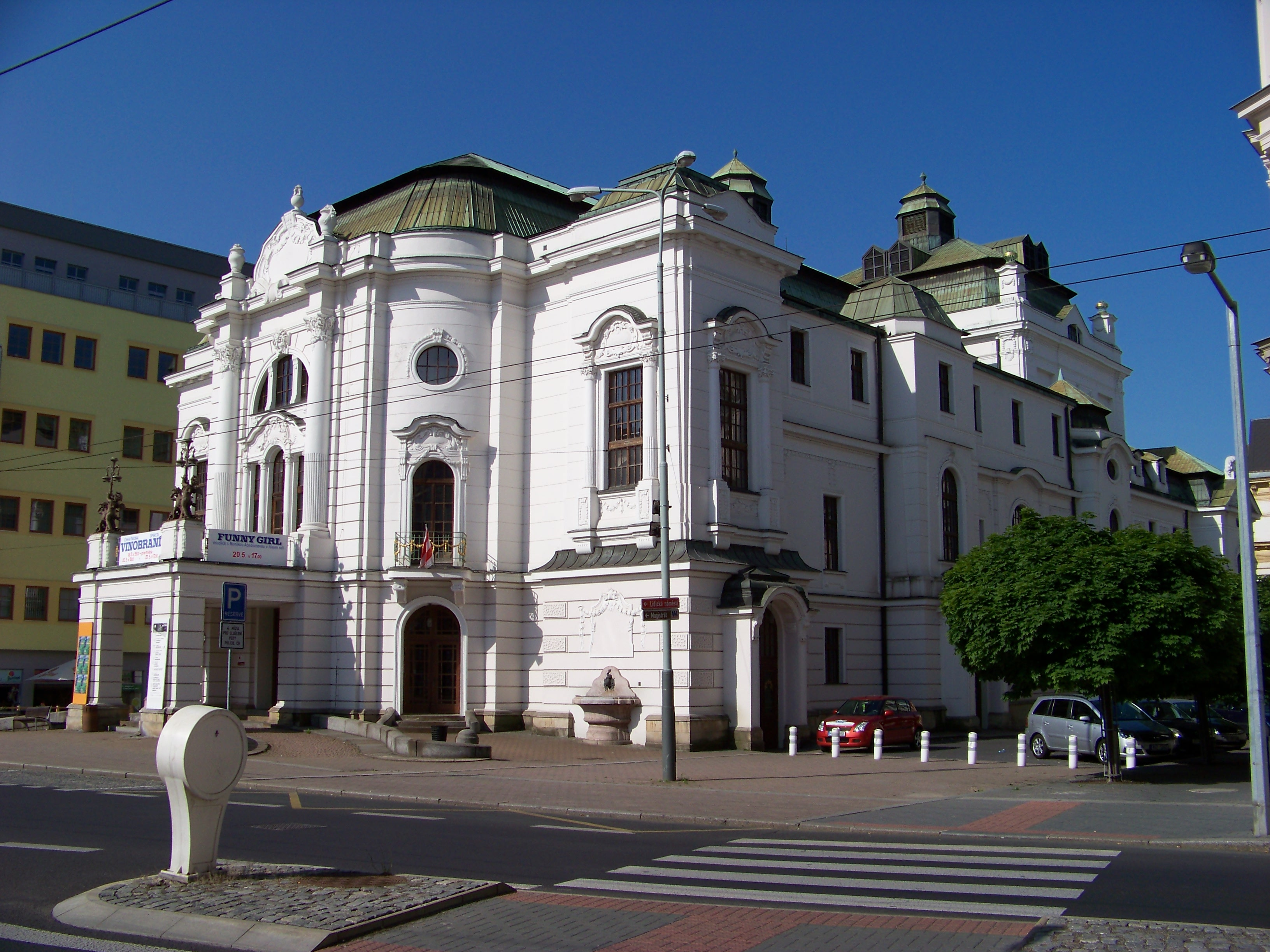
Městské divadlo
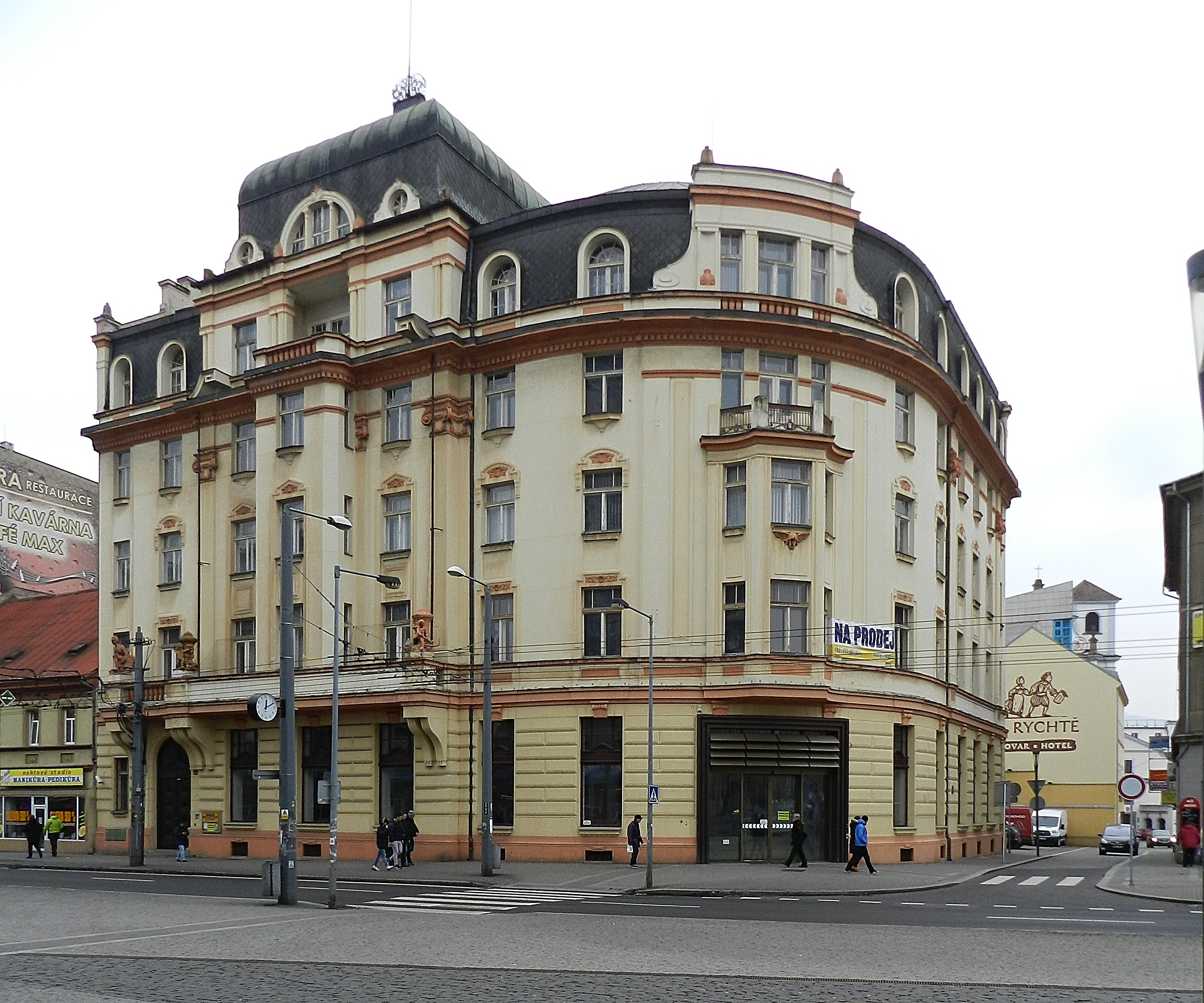
Palác České obchodní společnosti
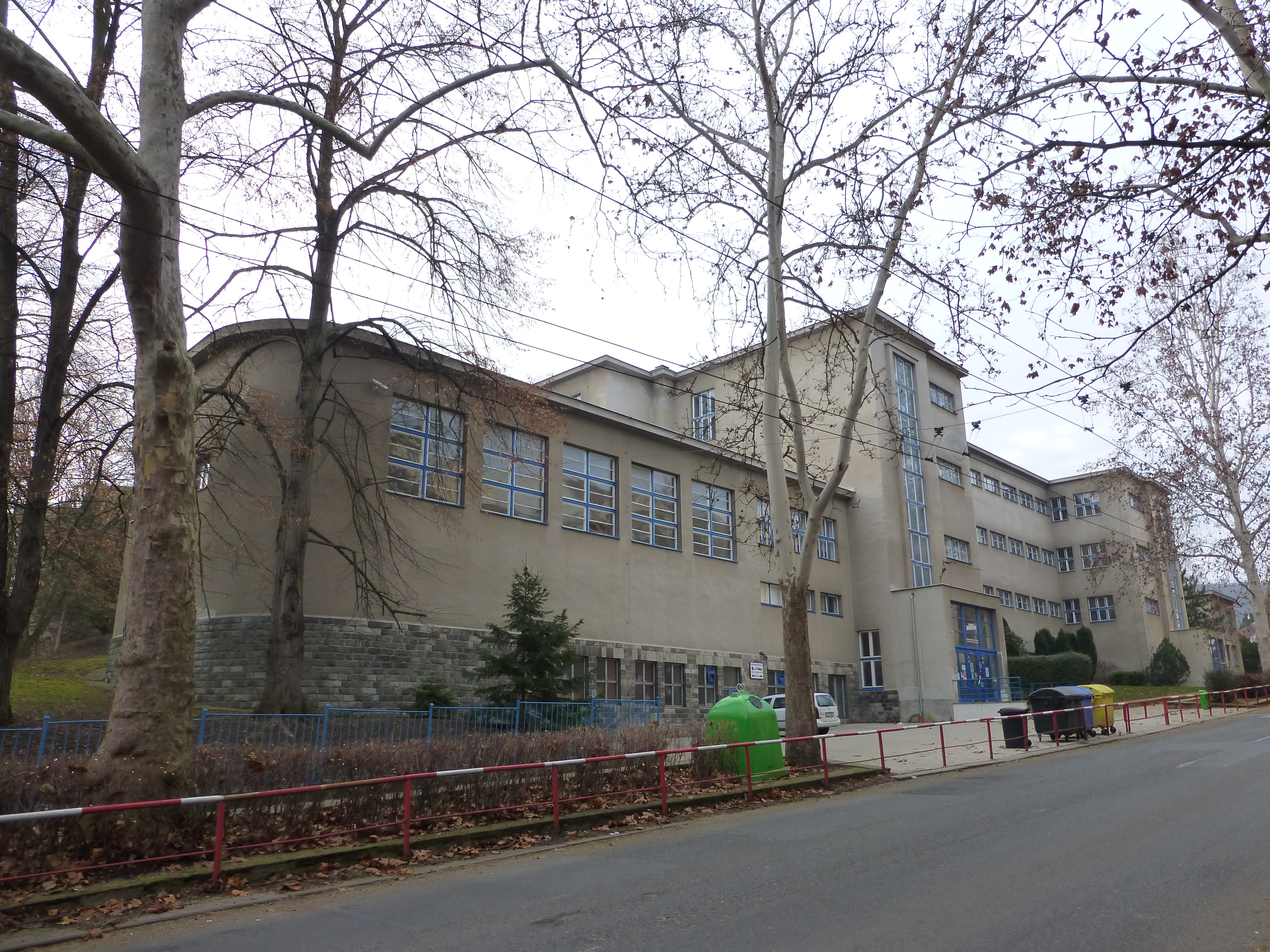
Menšinová škola občanská a obecná
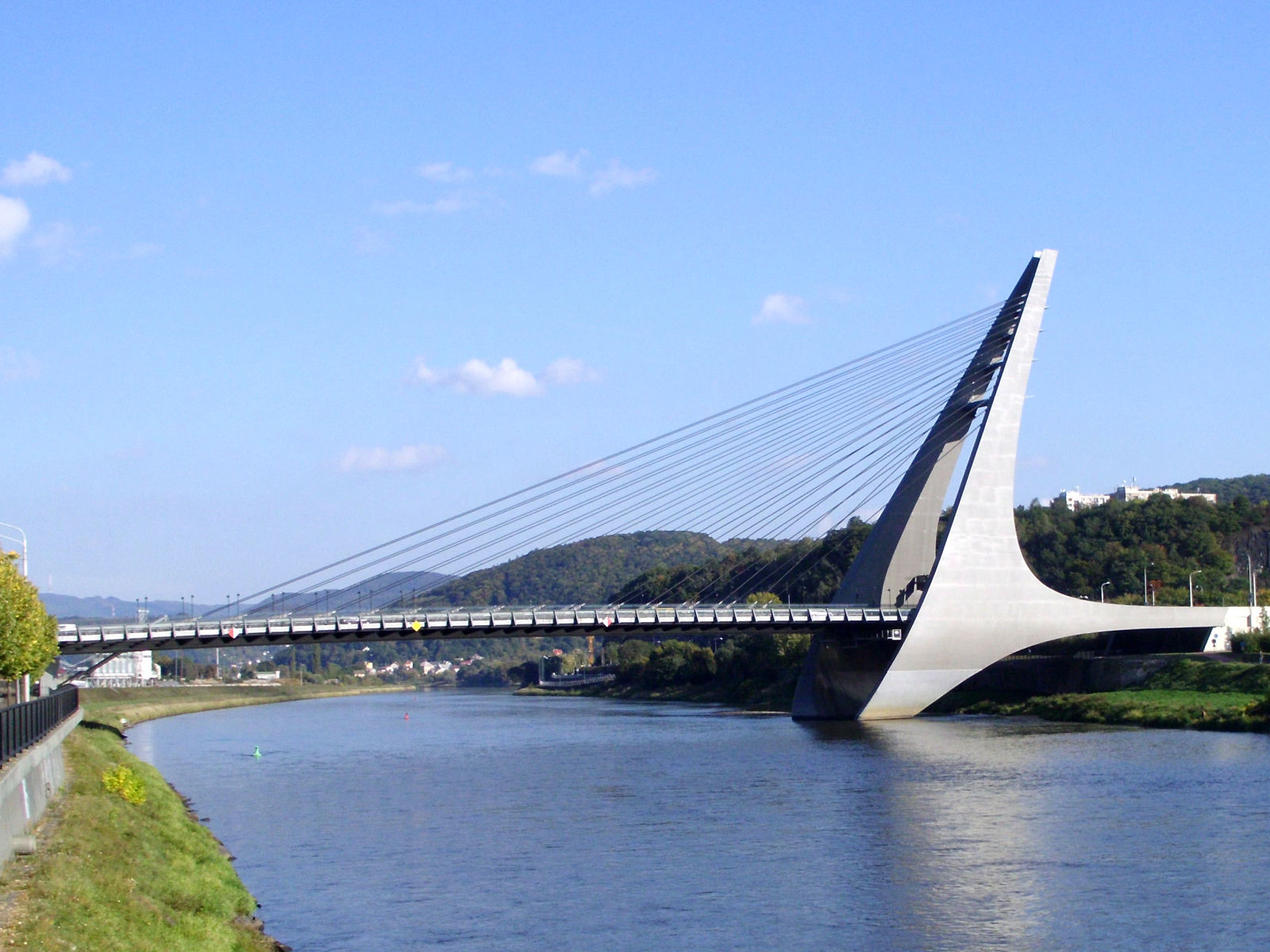
Mariánský most

## Pamětihodnosti přidružených ústeckých obcí

### Kostely

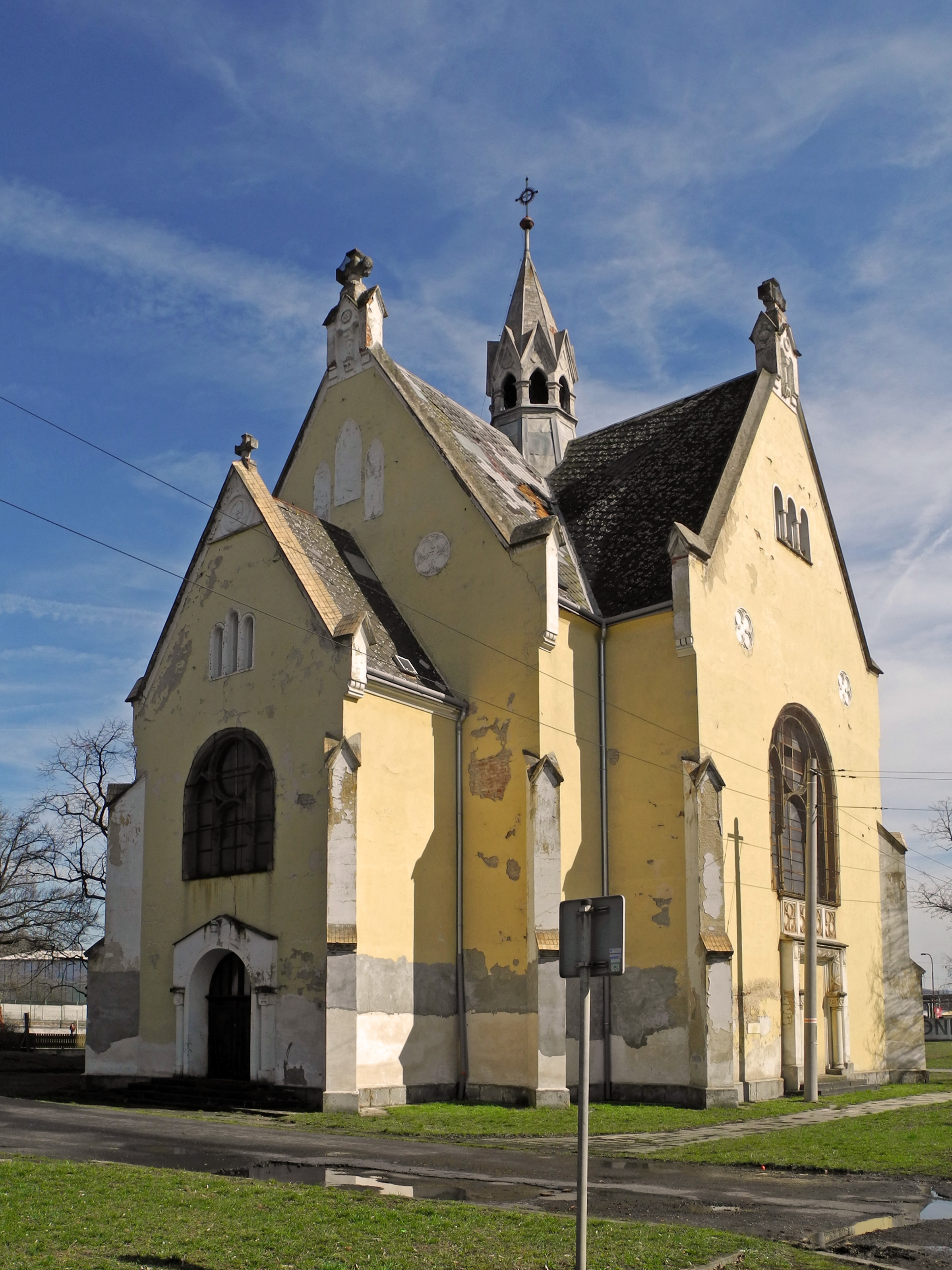
Kostel sv. Josefa v Předlicích

- Kostel sv. Josefa v Předlicích. Římskokatolický kostel stojí v nové části obce při silnici. Byl postaven spolu s farou v letech 1905-1906 podle projektu Matěje Blechy. V centrální věžičce na střeše kostela se nachází zvon z roku 1905 z rakouské dílny Grassmayrů.

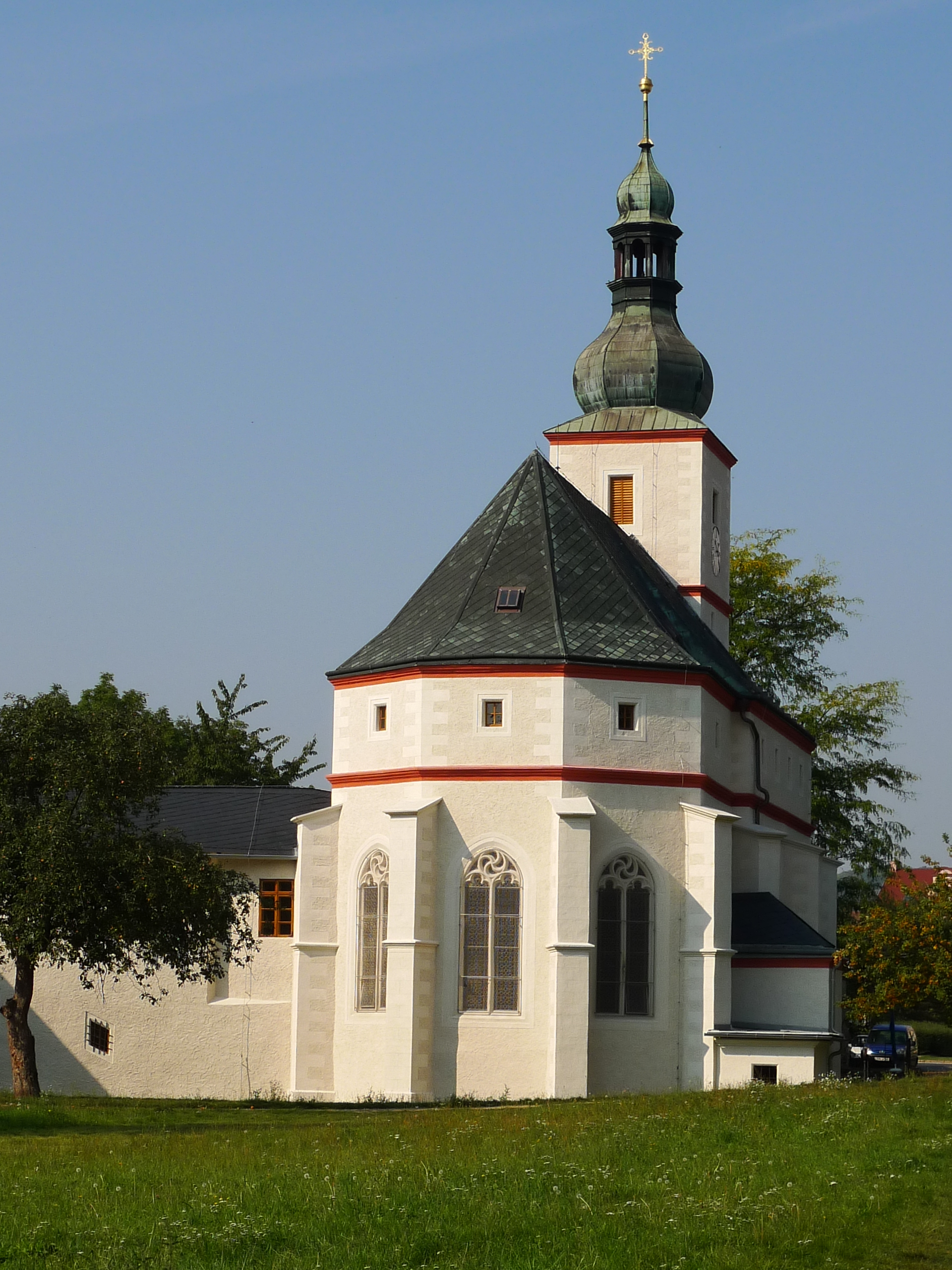
Zámecký kostel sv. Floriána v Krásném Březně

- Zámecký kostel sv. Floriána v Krásném Březně. Kostel z roku 1603 stojí v obci u dětského hřiště, bývalého zámeckého parku. Kostel je zrušený a zchátralý, v poslední době se začíná s jeho restaurováním. Velký a střední zvon z roku 1601 byly odcizeny v roce 1999, malý zvon je nezvěstný. Všechny byly pořízeny dílnou saského zvonařského Hilgerů.
- Kostel sv. Václava ve Skoroticích. Kostel pochází z roku 1748. V západní věži se nachází zvon z roku 1612 od saského zvonařského rodu Hilgerů a menší litinový zvon z roku 1917. V lucerně věže nalezneme nezdobený zvonovinový cymbál. Hodinový stroj je dlouhodobě nefunkční. Zvon ze sanktusníku byl zrekvírován.

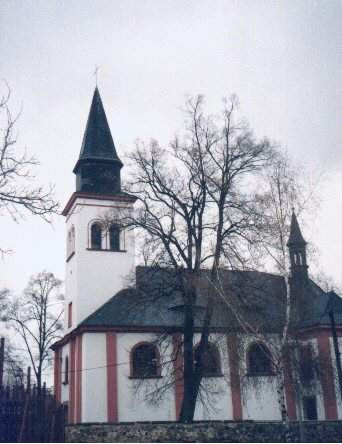
Kostel sv. Mikuláše ve Všebořicích

- Kostel sv. Mikuláše ve Všebořicích. Kostel byl vystavěn koncem 17. století na místě starší stavby. V roce 1858 přestavěn. Během 20. století zchátral, dnes prochází rekonstrukcí. Kostel je v současnosti bez zvonu, nacházel se zde zvon z roku 1604 pořízený rodem Hilgerů, přesunutý do kostela Nejsvětější Trojice na Střekově, zvon z roku 1694 od Jana Baltazara Crommela a umíráček z roku 1754, který kostelu věnoval místní občan Josef František Roth.

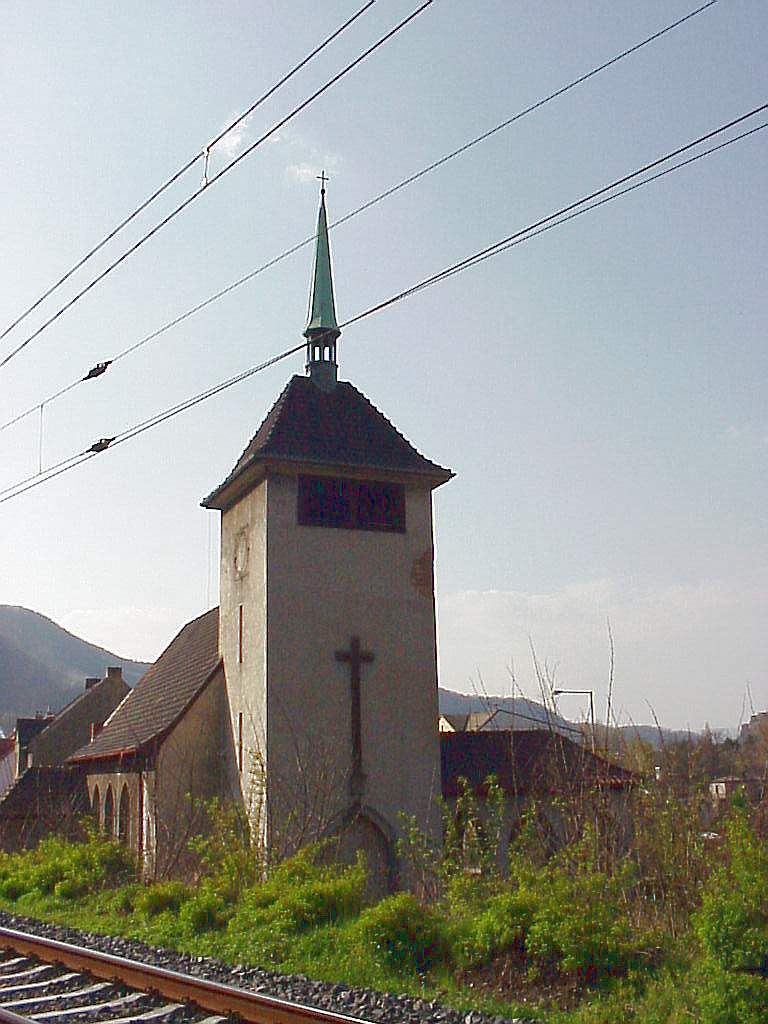
Kostel sv. Josefa ve Vaňově

- Kostel sv. Josefa ve Vaňově. Kostel stojí v obci při silnici. Byl postaven v roce 1939; předtím zde stávala pouze kaple. Vaňovský kostel pak po II. světové válce dále sloužil svému účelu a to až do v roce 1968, kdy byl opuštěn a zchátral. Roku 1992 byl opraven a znovu zprovozněn. Zvon z původní kaple byl zrekvírován za I. světové války, ke kostelu nově pořízený zvon byl odebrán za II. světové války. Náhradou za něj byl pořízen malý zvon v roce 1943, který byl v roce 1995 přesunut na nově zřízenou hřbitovní zvoničku. Do kostela byl pak přesunut zvon ze zvonice v Církvicích, tehdy zcela zchátralé. V současnosti tamní kostel prochází rekonstrukcí a církvičtí žádají o vrácení zvonu zpět do jejich kostela.

### Kaple
- Kaple v Božtěšicích. Kaple na návsi v obci byla postavena kolem v roce 1900, v roce 2004 kompletně opravena. Ve věžičce zavěšen litinový zvon z roku 1918, opraven v roce 2004 v dílně kováře Milana Borkovce v Žežicích. Zvon má jednoduchý úlovitý tvar, zavěšen na dřevěné hlavě. Na stromě naproti kapli se nachází jednoduchá dřevěná zvonička se stříškou, v současnosti bez zvonu.
- Kaple sv. Anny v Habrovicích. Kaple stojí v obci při silnici. Byla postavena v roce 1910; dnes je zamčená a neudržovaná. Ve věžičce kaple malý litinový zvon s velmi zchátralou dřevěnou hlavou.
- Kaple ve Strážkách. Kaple s věžičkou stojí na návsi v obci při silnici. Byla postavena v roce 1846, z popudu místních obyvatel byla v roce 2004 zrekonstruována. Rekonstrukci kapličky provedla firma Repam Ústí nad Labem a stála 563 000 Kč. Původní vybavení kapličky zachránil místní občan Štefan Šebeš, který se o kapličku staral až do své smrti (31. března 2017). Po jeho smrti se o kapličku stará jeho rodina. Protože zvon ve věžičce chyběl, byl za 30 000 Kč zakoupen nový jednoduchý zvonek z dílny Petra Rudolfa Manouška.
- Kaple v Neštěmicích z roku 1772.
- Hřbitovní zvonička ve Vaňově. Drobná hřbitovní zvonička z roku 1995 stojí na vaňovském hřbitově. Visí na ní malý zvon, přenesený sem z nedalekého kostela sv. Josefa.

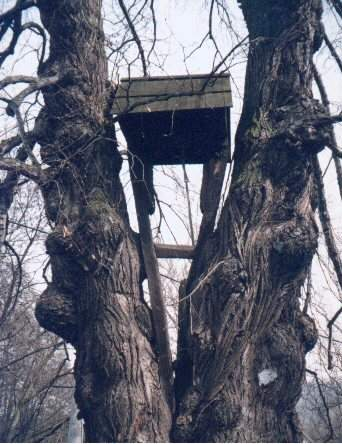
Zvonička v Božtěšicích
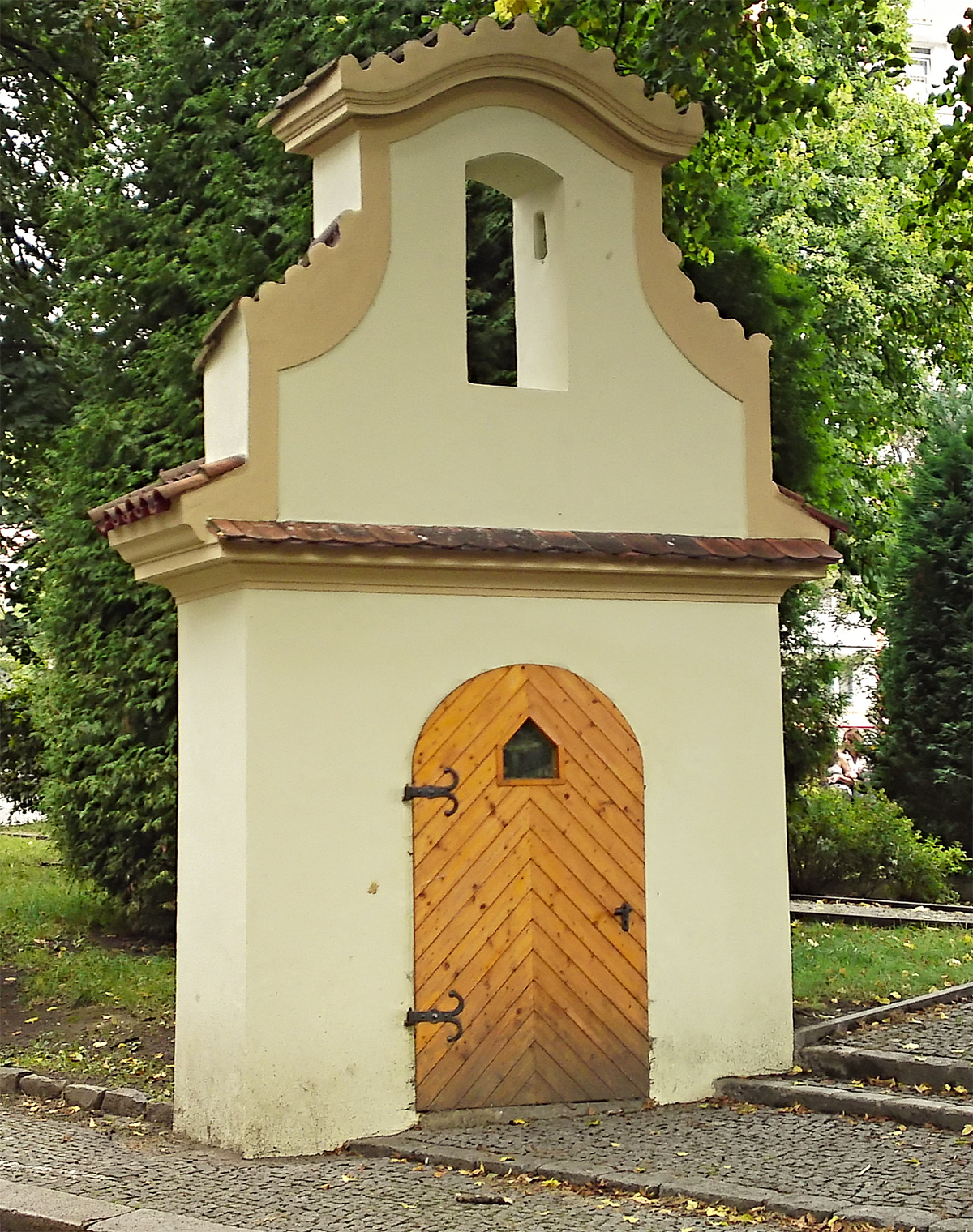
Kaple v Neštěmicích
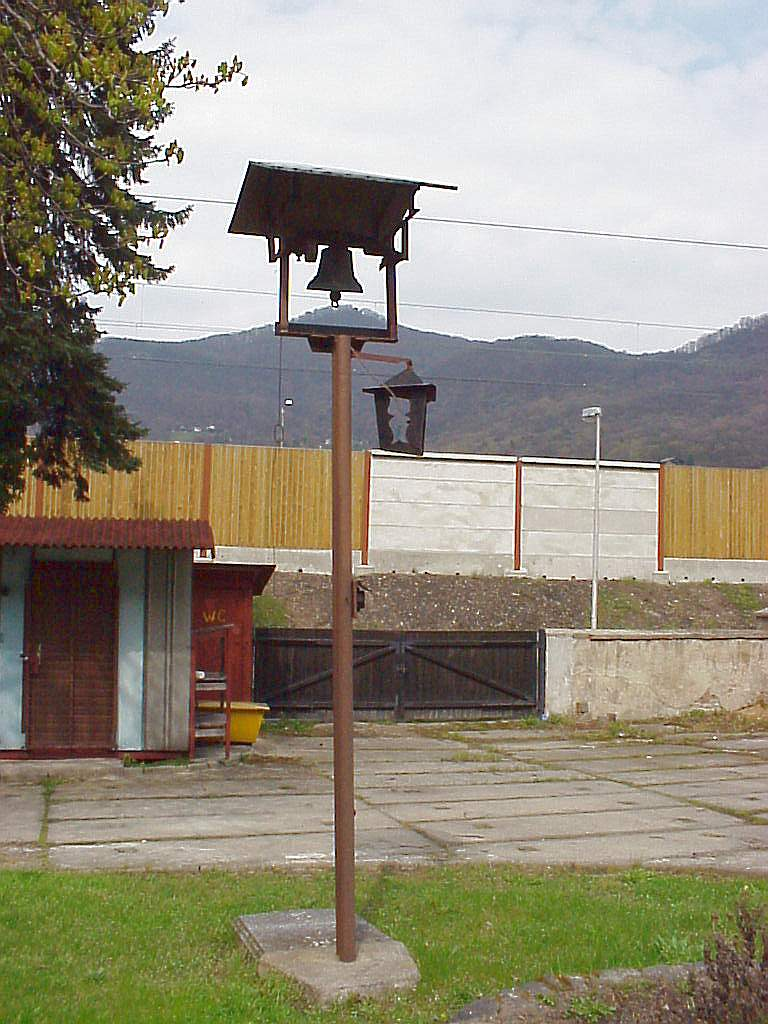
Zvonička ve Vaňově